# Schweinitzer Fließ

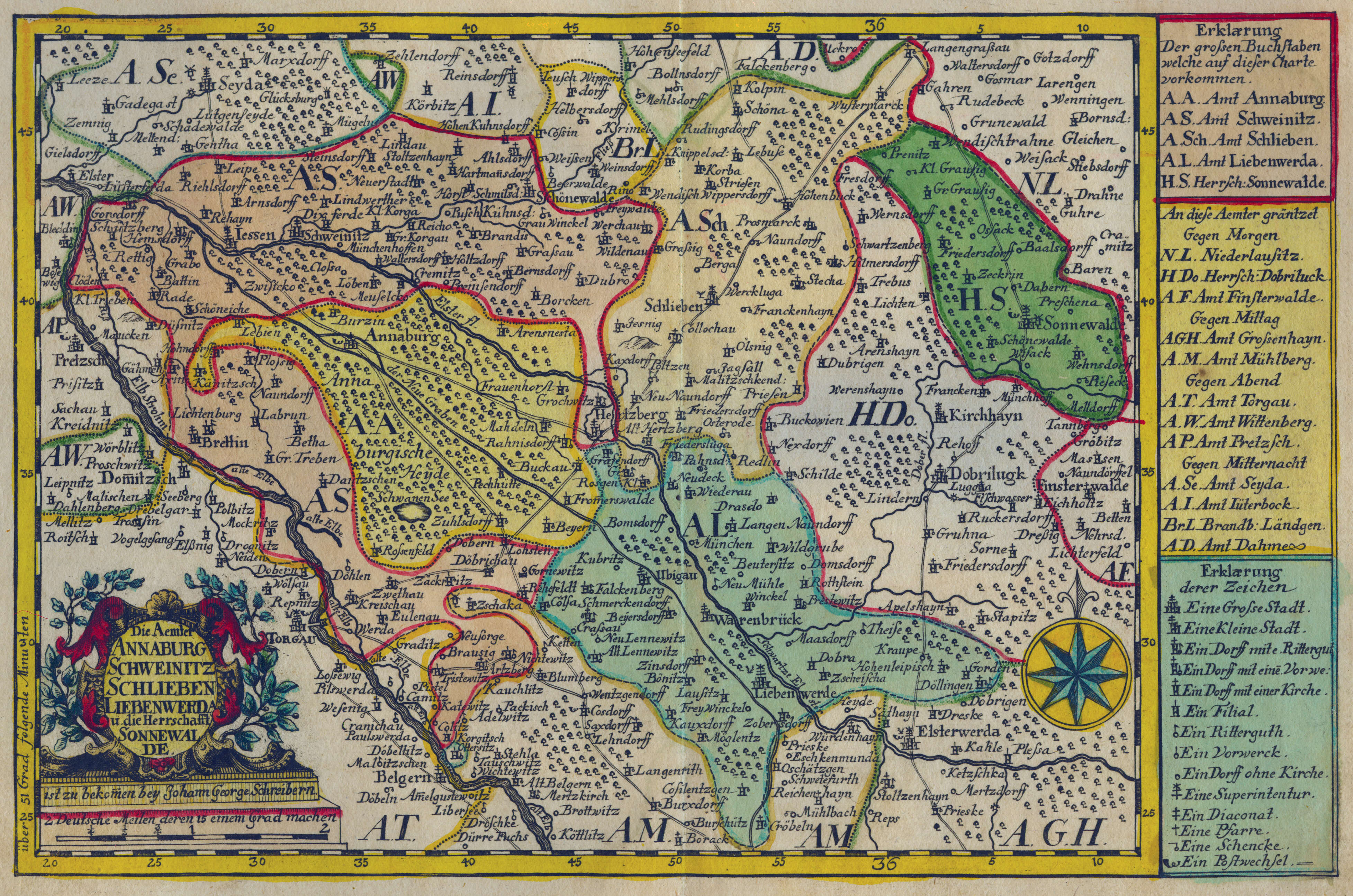
Das Schweinitzer Fließ auf einer Karte von 1752: Die Mündung in die Schwarze Elster befindet sich bei Koordinate 31/42; die Bezeichnung Fließ findet sich bei 46/44.

Das Schweinitzer Fließ ist ein Fluss in Brandenburg und Sachsen-Anhalt, Deutschland. Es handelt sich um einen rechten Nebenfluss der Schwarzen Elster, in die er bei Schweinitz, Landkreis Wittenberg, mündet. Das Schweinitzer Fließ ist FFH-Gebiet. Es hat ein Einzugsgebiet von 576 Quadratkilometern.
Der Teil des Flusses, der sich auf dem Gebiet des Landes Sachsen-Anhalt befindet, ist 12,8 Kilometer lang. Der Fluss verfügt über ein Wehr. Auf den letzten vier Kilometern bestehen auf beiden Seiten des Schweinitzer Fließ Deiche.
Der längere Abschnitt befindet sich in Brandenburg, wo der Fluss nördlich von Hohenbucko entspringt und den Körbaer Teich bei Körba, einem Ortsteil von Lebusa, speist. Zwischen Schönewalde und Schweinitz, also auf 25 Kilometern Länge, ist der Fluss mit Booten befahrbar.
In der Vergangenheit war das Schweinitzer Fließ Grenzfluss zwischen verschiedenen Verwaltungseinheiten, so etwa zwischen den Bistümern Meißen und Brandenburg sowie zwischen dem „Jüterbog-Luckenwalder Kreis“ und dem „Merseburger Regierungs-Bezirk“.